# Stade Léo-Lagrange (Poissy)
Pour les articles homonymes, voir Lagrange et Stade Léo-Lagrange.
Le stade Léo-Lagrange anciennement stade Robespierre est un complexe sportif basé à Poissy, dans les Yvelines, 145-147 boulevard Robespierre et rue du Stade.
Il a pour club résident l'AS Poissy, le Tennis Club Saint-Louis de Poissy, l'A.S.Poissy Athlétisme et le Poissy Triathlon. Le terrain est entouré par une piste d'athlétisme munie de deux sautoirs longueurs et deux sautoirs hauteur et perche. Le terrain principal porte le nom de Roger Quenolle, en hommage à celui qui fut l'entraîneur de Poissy pendant quatorze ans. Il comprend en outre deux courts de tennis couvert en terre battue, trois courts de tennis synthétique, trois courts de tennis en terre battue, deux courts de tennis en béton micro-poreux. Le stadium Laurisa Landre et l'espace Sport Lib' Saint-Exupéry viennent compléter l'offre, à la suite de l'installation de l'école Nelson-Mandela et de l'espace  Claude-Vanpoulle sur l'emprise du stade.

## Histoire
Le projet de construction du stade commence en 1941-1942 ; les travaux ont lieu après-guerre. Les tribunes sont construites en 1949,,.

## Le stade

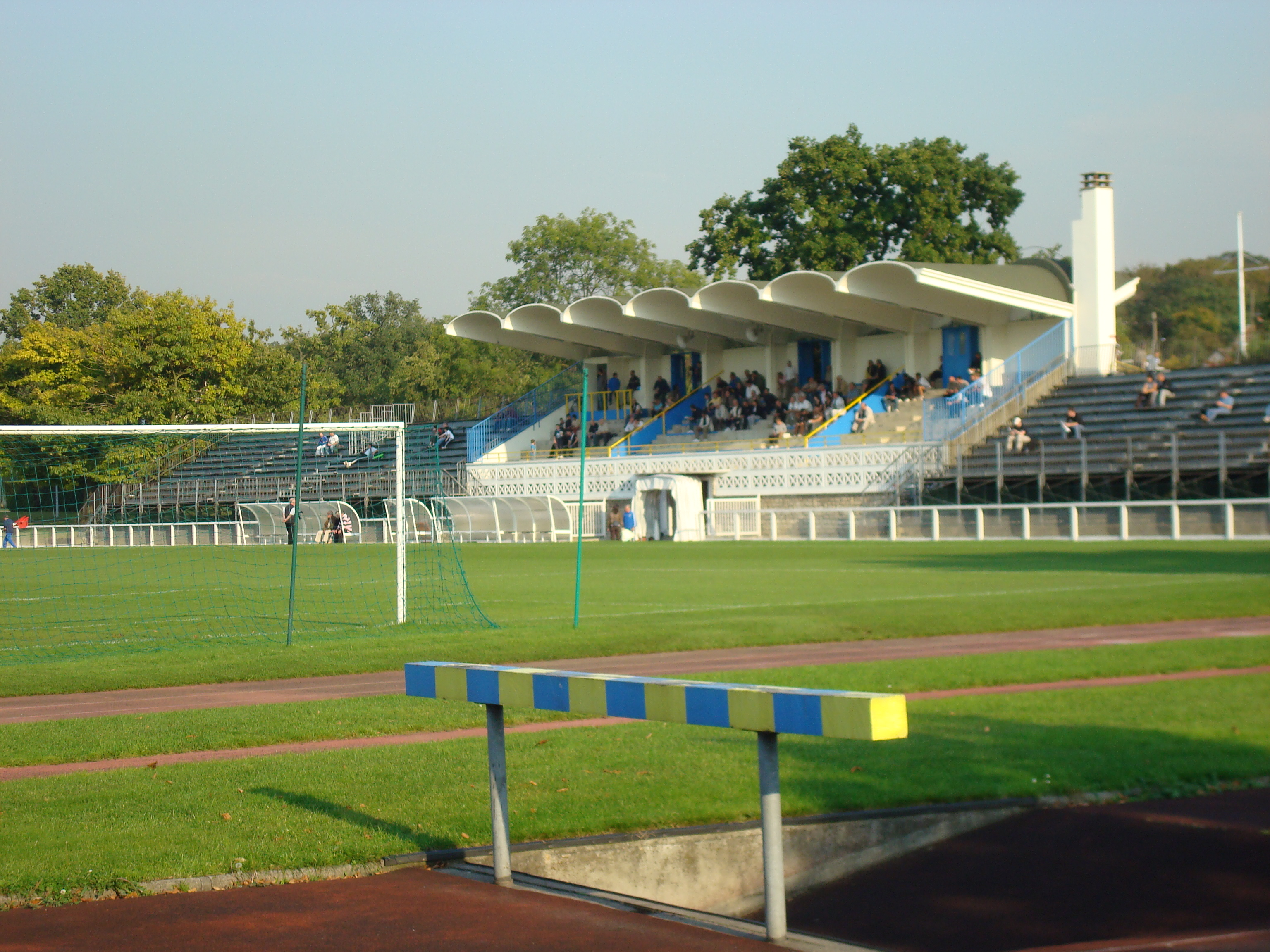
Tribunes, couverture en voile mince de béton armé (architectes René Poulain et Paul Huan).

Le stade est constitué d'un terrain (no 1) de football engazonné portant le nom de Roger Quenolle, en hommage à celui qui fut l'entraîneur de l'AS Poissy de 1969 à 1984. Il est entouré d'une piste de 400 mètres synthétique avec six couloirs. Les deux plaques, l'une à proximité du terrain l'autre sous les gradins, rendant hommage à Roger Quenolle ont été dévoilées au lendemain d'un gala célébrant les cent ans de l'AS Poissy, le 23 octobre 2004, en présence de Suzanne Quenolle, Jacques Masdeu-Arus, Claude Vanpoulle (adjoint aux sports) et d'anciens de l'ASP.

### Les tribunes
À l'arrière du bâtiment, deux escaliers à volées double convergent vers une galerie et permettent l'accès aux tribunes.
Les tribunes peuvent accueillir 450 personnes assises ainsi que 100 spectateurs debout. Elles mesurent sous la partie couverte 36 mètres de longueur. Sous les gradins se trouvent les vestiaires, une infirmerie et un local de réunion pour le club. La couverture des tribunes, conçue par l'ingénieur M. Reimbert, est constituée d'une suite de sept voûtes en voile mince de béton armé d'une épaisseur uniforme de six millimètres. Placées en porte-à-faux, elles recouvrent la galerie  sur 2 mètres 40 et les tribunes sur 7,20 mètres. Le mur de soubassement est fait de  moellon « du pays » taillé en bossage rustique. La construction de tribunes découvertes adjacentes aux premières était prévue, cependant leur réalisation plusieurs fois reportée fut la cause de l'installation de structures métalliques.

## Autres équipements

### Terrain Salifo Gagigo Seidi

Vue aérienne du stade Léo-Lagrange en 2008 avant la construction de l'école Nelson-Mandela et du stadium Laurisa-Landre.

Le 11 juin 2004, le terrain no 2 est nommé Salifo Gagigo Seidi en l'honneur d'un footballeur âgé de 23 ans mort le 27 avril 2004 lors de l'entraînement. Le terrain dont la pelouse est devenue synthétique est inauguré au même moment à l'occasion du centenaire de l'AS Poissy. Son coût total est de 940 000 €, dont 319 000 financé par la ville, 256 000 par le conseil régional, 223 000 par le conseil général et 25 000 par la Fédération française de football,.
En 2017, le terrain est renouvelé avec l'ajout de 5 cm de grave naturelle pour qu'il soit aux normes et le changement de pelouse synthétique pour un coût de 334 000 euros, dont 68 900 financé par la ville, 576 600 par le Centre national pour le développement du sport, 57 500 par le conseil régional, et 150 000 par le conseil général.
En outre, le complexe dispose d'un second terrain de football engazonné et deux terrains de football stabilisés ; deux courts de tennis couverts en terre battue et à l'extérieur trois courts en terre battue, deux en béton poreux, trois synthétiques et un club house tennis ainsi qu'un terrain de handball,.
Lors de l'été 2010, quatre des huit courts de tennis sont équipés d'éclairages.
Pendant l'été 2011, la piste d'athlétisme autour du terrain d'honneur est refaite pour un coût de 860 000 €.
En 2015, la construction de l'école Nelson-Mandela et de l'espace Claude-Vanpoulle ampute le complexe du terrain de football engazonné et deux terrains de football stabilisés.
Le 22 novembre 2016 est inauguré le stadium portant le nom de Laurisa Landre, un terrain multisport couvert, sur un espace anciennement occupé par un terrain de foot en stabilisé pour un coût de 480 000 €,,.